# Asianopis giltayi
Espèce
Synonymes
- Dinopis giltayi Lessert, 1930
- Deinopis giltayi Lessert, 1930

Asianopis giltayi est une espèce d'araignées aranéomorphes de la famille des Deinopidae.

## Distribution
Cette espèce est endémique du Haut-Uele au Congo-Kinshasa,. Elle se rencontre vers Medje.

## Description
La femelle holotype mesure 30 mm.

## Systématique et taxinomie
Cette espèce a été décrite sous le protonyme Deinopis giltayi par Lessert en 1930. Elle est placée dans le genre Asianopis par Chamberland, Agnarsson, Quayle, Ruddy, Starrett et Bond en 2022.

## Étymologie
Cette espèce est nommée en l'honneur de Louis Giltay.

## Publication originale
- Lessert, 1930 : « Araignées du Congo recueillies au cours de l'expédition par l'American Museum (1909-1915). Quatrième et dernière partie. » Revue Suisse de Zoologie, vol. 37, no 22, p. 613-672 (texte intégral).